# Dirka po Franciji 1958
| Mesto | Ime               | Čas              |
| ----- | ----------------- | ---------------- |
| 1     | Charly Gaul       | 116 h 59 min 5 s |
| 2     | Vito Favero       | 3 min 10 s       |
| 3     | Raphaël Géminiani | 3 min 41 s       |
| 4     | Jan Adriaensens   | 7 min 16 s       |
| 5     | Gastone Nencini   | 13 min 33 s      |

Dirka po Franciji 1958 je bila 45. dirka po Franciji, ki je potekala leta 1958.

## Pregled
| Kategorije                          | Podatki         |
| ----------------------------------- | --------------- |
| Začetek-konec                       | Bruselj - Pariz |
| Dolžina (km)                        | 4.319           |
| Število etap                        | 24              |
| Povprečna hitrost zmagovalca (km/h) | 36,919          |
| Kolesarjev                          | 120             |
| Tekmo končalo                       | 78              |